# 余思明
余思明（16世紀—17世纪），字述之，號騰江，河南汝寧府固始县人。明朝政治人物、同進士出身。

## 生平
萬曆四年（1576年）丙子科河南鄉試舉人，萬曆十七年（1589年）己丑科進士，都察院觀政，七月丁憂歸。二十二年初授中書舍人，二十三年擢刑部员外郎，二十四年患病。二十七年起補员外郎，二十八年丁憂。三十三年起補原职，晉郎中，三十五年出爲太平府知府，後致仕辞歸。天启初，赵南星爲吏部尚书，薦起爲青州兵备副使，坚谢弗出。魏忠贤起東林黨案，以此矫旨逮入狱，詔撫按讯之，竟以无可网罗免。习养生，知医理，接人多滑稽隽语。潇洒旷怡，少見愠怒。享清闲之福者三十年，寿至七十而終。

## 家族
曾祖余深。祖父余秀。父余爵，生员。